# Rafael Manosalvas
Rafael Manosalvas (Guayaquil, Provincia del Guayas, Ecuador, 19 de diciembre de 1981) es un futbolista ecuatoriano. Juega de volante central y su equipo actual es Mushuc Runa de la Serie B de Ecuador.

## Trayectoria
Se inició como futbolista en las divisiones menores del Club Sport Emelec de Guayaquil. A los 13 años integró la selección provincial del Guayas obteniendo un título nacional, a los 16 años viajó a Argentina donde fue parte de la quinta división del Club Comunicaciones quedando campeón juvenil. Luego regresó a la Sub-20 de Emelec en el 2001, año en que debutó como profesional. Esa temporada quedó campeón del fútbol ecuatoriano y vicecampeón de la Copa Merconorte al perder en penales la final ante el Millonarios de Bogotá. Al año siguiente salió nuevamente campeón en el torneo local. Durante su estadía en Emelec disputó como alternante las Copas Libertadores 2001 y 2002.
A mediados del 2003 fue prestado al Macará de Ambato que disputaba la Serie B. Luego fue al Panamá SC de la Segunda Categoría, pero no pudo jugar debido a que viajó a México por razones académicas. En el 2007 volvió a jugar después de estar desaparecido del ámbito futbolístico por un tiempo. Lo hizo los últimos meses de ese año en el club Fedeguayas de la Segunda Categoría. En el 2008 pasó a Grecia de Chone de la Serie B. En el 2009 defendió a la Grecia de Chone pudiendo pelear el ascenso de la categoría pero sin lograrlo por problemas económicos del club, completo 78 partidos destacadamente siendo eje fundamental durante esos dos años donde completar su ciclo decidió agradecidamente desvincularse para integrarse a la plantilla de River Plate Ecuador en el 2010 donde es titular y pieza fundamental demostrando su gran oficio.

## Clubes
| Club              | País    | Año        |
| ----------------- | ------- | ---------- |
| Emelec            | Ecuador | 2001-2003  |
| Macará            | Ecuador | 2003       |
| Panamá            | Ecuador | 2004       |
| Fedeguayas        | Ecuador | 2007       |
| Grecia            | Ecuador | 2008- 2009 |
| River Ecuador     | Ecuador | 2010       |
| Deportivo Quevedo | Ecuador | 2011       |
| Deportivo Azogues | Ecuador | 2012       |
| Mushuc Runa       | Ecuador | 2013-2014  |

## Palmarés

### Campeonatos nacionales
| Título             | Club   | País    | Año  |
| ------------------ | ------ | ------- | ---- |
| Serie A de Ecuador | Emelec | Ecuador | 2001 |
| Serie A de Ecuador | Emelec | Ecuador | 2002 |